# Agustín Margalef
Tomás Agustín Margalef Dolara (né le 17 novembre 1977 à Paysandú) est un coureur cycliste uruguayen.

## Palmarès sur route

### Par année
- 1997
  - 2e de la Santikutz Klasika
- 2003
  - 3e de la Vuelta Chaná
- 2005
  - 6e étape du Tour d'Uruguay
- 2012
  - 2e étape de la Doble Melo-Río Branco
  - 4e étape de la Vuelta Chaná
  - 2e étape de la Doble Treinta y Tres
  - 2e de la Doble Melo-Río Branco

### Classements mondiaux
| Année            | 2005 | 2006 | 2007 | 2008 | 2009 | 2010 | 2011 |
| ---------------- | ---- | ---- | ---- | ---- | ---- | ---- | ---- |
| UCI America Tour | 245e |      |      |      |      |      | 385e |

## Palmarès sur piste

### Jeux olympiques
- Athènes 2004
  - 10e de l'américaine (avec Milton Wynants)

### Championnats du monde
- Melbourne 2004
  - 15e du scratch
  - 17e de l'américaine